# Posidonia oceanica
Posidonia oceanica es una planta acuática, endémica del Mediterráneo, perteneciente a la familia Posidoniaceae. Tiene características similares a las plantas terrestres, como raíces, tallo rizomatoso y hojas cintiformes de hasta un metro de largo dispuestas en matas de 6 a 7. Florece en otoño y produce en primavera frutos flotantes conocidos vulgarmente como olivas de mar. 
Forma praderas submarinas que tienen una notable importancia ecológica. Constituye la comunidad clímax del mar Mediterráneo y ejerce una considerable labor en la protección de la línea de costa de la erosión. Dentro de ellas viven muchos organismos animales y vegetales que encuentran en las praderas alimento y protección. Se la considera un buen bioindicador de la calidad de las aguas marinas costeras.

## Morfología
P. oceanica presenta raíces (que sirven principalmente para anclar la planta al sustrato), rizoma y hojas cintiformes.
Los rizomas, de hasta 1 cm de espesor, crecen tanto horizontalmente (rizomas plagiótropos), como verticalmente (rizomas ortótropos). Los primeros, gracias a la presencia en la parte inferior de raíces lignificadas de hasta 15 cm de largo, anclan la planta al sustrato. Los segundos, que aumentan la altura, tienen la función de combatir el enarenamiento debido a la continua sedimentación. Los dos tipos de crecimiento dan lugar a la denominada "mata", una formación en terraza que consiste en un entramado de estratos de rizomas, raíces y sedimentos atrapados. De esta forma, las posidonias colonizan un entorno que difícilmente podrían ocupar las algas debido a la falta de raíces.

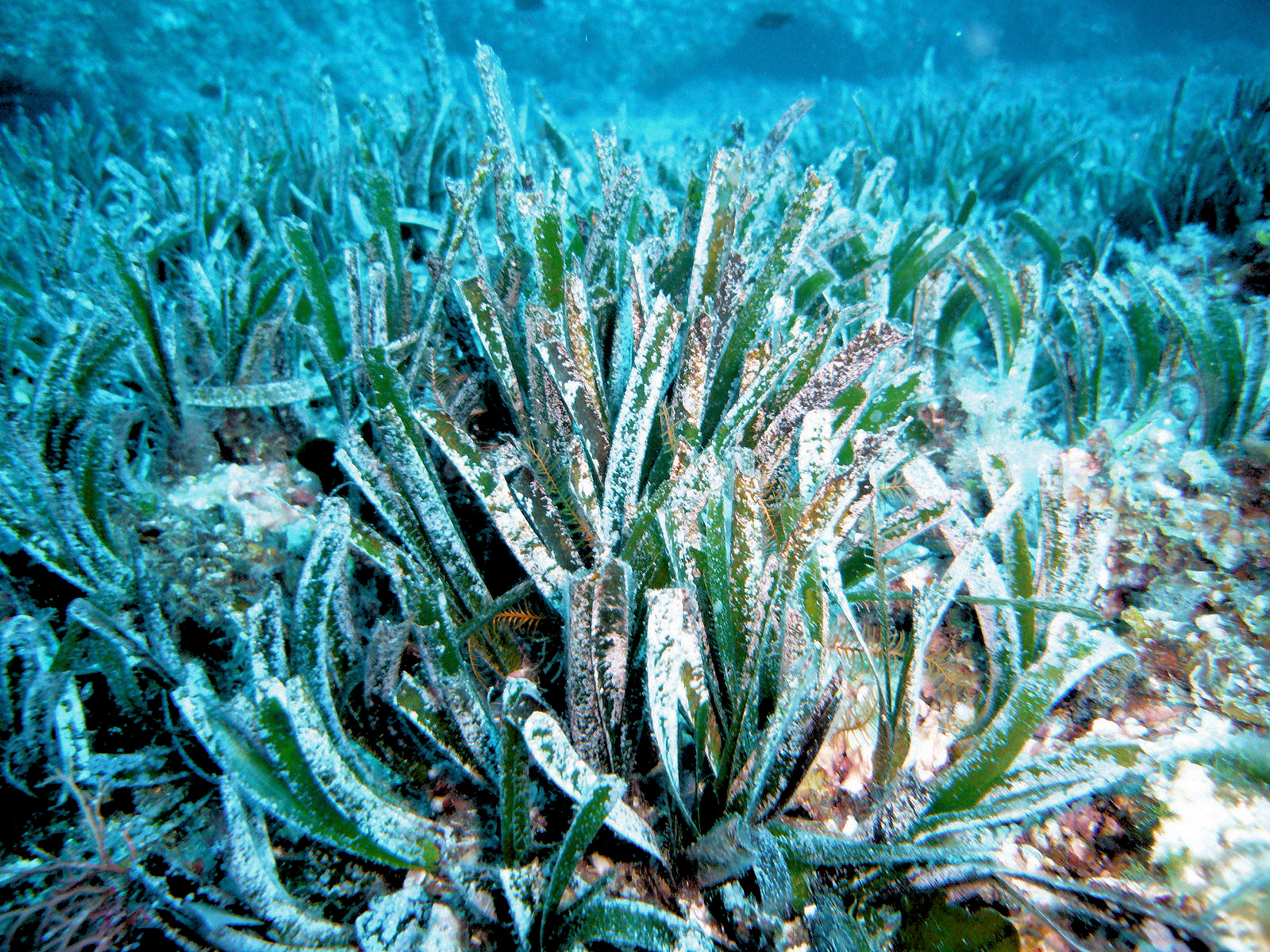
Hojas de P. oceanica

Las hojas surgen a partir de los rizomas ortótropos, son cintiformes y de color verde brillante que se vuelve marrón con el paso del tiempo. Pueden llegar a alcanzar una longitud de aproximadamente 1,5 m de alto. De promedio tienen una anchura de 1 cm y presentan de 13 a 17 nervaduras paralelas. Los ápices son redondeados y a menudo se pierden por la acción del oleaje y las corrientes.
Se organizan en matas de 6 o 7 hojas, encontrándose las más viejas en el exterior y las más jóvenes en el interior. Las hojas se dividen en tres categorías:
- Hojas adultas, que presentan una lámina con función fotosintética y una base separada del borde foliar por una estructura cóncava llamada "lígula";
- Hojas intermedias, que no tienen base;
- Hojas jóvenes, que normalmente tienen una longitud inferior a los 50 mm

En otoño la planta pierde las hojas adultas más exteriores, que pasan a ser de color marrón y son fotosintéticamente inactivas. Durante el invierno se producen las hojas nuevas.

### Reproducción

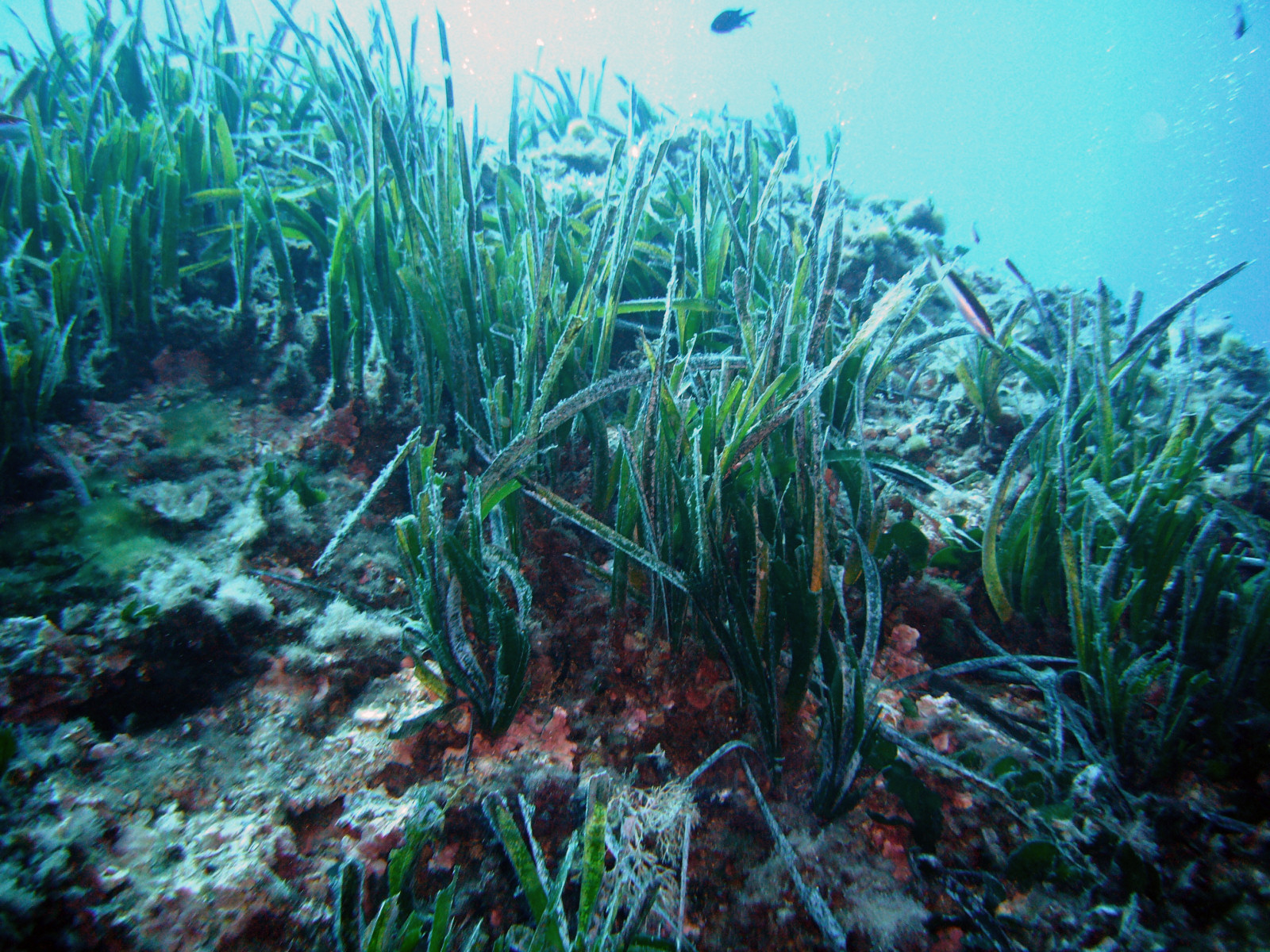
Pradera de P. oceanica - Portofino.

P. oceanica se reproduce tanto sexual como asexualmente (por estolones).
La reproducción sexual se produce a través de la producción de flores y frutos. Las flores son hermafroditas y se agrupan en una inflorescencia en forma de espiga, de color verde y contenida entre brácteas florales. El pedúnculo se une al rizoma en el centro del manojo. El gineceo está formado por un ovario unilocular que continúa con un estilo y termina en el estigma. El androceo consta de tres estambres con anteras cortas. La floración depende de los factores ambientales (luz y temperatura) y los factores endógenos (edad y tamaño de la planta) y se lleva a cabo en septiembre y octubre en las praderas más cercanas a la superficie del mar, mientras que en las más profundas se pospone dos meses. El polen del interior de las anteras es de forma esférica, pero se convierte en filamentoso tan pronto como se libera en el agua. No existen mecanismos de reconocimiento entre el polen y el estigma que impidan la autofecundación. La polinización es hidrófila y puede dar lugar a la formación de frutos, aunque algunos de ellos no llegan a la maduración, que ocurre pasados seis meses. Una vez maduros, los frutos se separan y flotan en la superficie.
El fruto, ligeramente carnoso y llamado en algunos lugares "oliva de mar", es similar a una drupa y tiene un pericarpio poroso y rico en una sustancia oleosa que permite la flotación. Cuando se pudre libera una semilla (revestida por una membrana delgada, pero sin un tegumento verdadero y propio), que cae al fondo y, si encuentra las condiciones adecuadas de profundidad, estabilidad y tipo de sedimento, germina y da lugar a una nueva planta. Con el fin de que pueda afianzarse es necesario que encuentre un sustrato humificado. La humificación consiste en la degradación de restos vegetales, por lo que la planta puede implantarse en "suelos" colonizados previamente por otras plantas, como macroalgas u otras fanerógamas. Se genera así una verdadera sucesión ecológica en la que la posidonia representa la última etapa. La germinación se inicia con la liberación de una pequeña raíz blanca de polo radical y una hojita del polo apical. Con la reproducción sexual, la planta coloniza zonas nuevas, difunde las praderas en otras áreas y garantiza la variabilidad genética.
La reproducción asexual por estolones, que permite la expansión de las praderas, se realiza mediante los rizomas plagiótropos, que crecen cerca de 7 cm al año y colonizan nuevos espacios. La alta acumulación de sedimentos y la reducción del espacio disponible para el crecimiento horizontal estimula el crecimiento vertical de los rizomas, formando así las matas.

### Matas

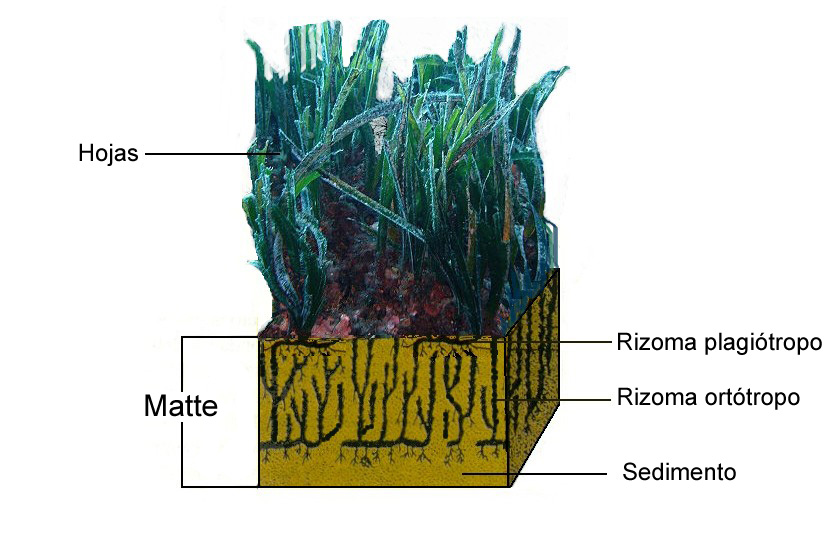
Dibujo esquemático de una mata de P. oceanica

El crecimiento vertical de los rizomas lleva a la formación de una estructura llamada "mata", que consta de un entramado de raíces y rizomas muertos entre los cuales queda atrapado el sedimento. Sólo la parte superior de estas estructuras está formada por plantas vivas. La formación de mata depende en gran medida de los ritmos de sedimentación (una alta velocidad de sedimentación puede dar lugar a un excesivo enarenamiento de los rizomas y por tanto a su asfixia; por el contrario, una sedimentación demasiado lenta puede conducir a que los rizomas se desprendan y, por tanto, a la regresión de la pradera). Dado que la velocidad de descomposición de los rizomas es muy lenta, pueden permanecer dentro de la mata incluso durante milenios.
La mata tiene una tasa de crecimiento muy lenta, estimada en alrededor de 1 m por siglo.

### Adaptación a la vida en el medio marino
Al igual que todas las fanerógamas marinas, la posidonia ha desarrollado una serie de adaptaciones morfológicas y fisiológicas que le permiten vivir en el mar.
En muchos órganos está presente el [parénquima] aerífero, que facilita el intercambio de gases en todas las partes de la planta y que forma una tupida red entre hojas, raíces y rizomas.
Las hojas no tienen estomas y tienen una cutícula delgada para facilitar la difusión de los iones y el dióxido de carbono. Las posidonias también son capaces de absorber los nutrientes por medio de las hojas.
A menudo, las plantas viven en un sustrato anóxico (falto de oxígeno). Por esta razón, las raíces, además de asegurar el anclaje y la absorción de los nutrientes, sirven como reserva de oxígeno, que es producido por la fotosíntesis de las hojas y transportado por el parénquima aerífero.

### El organismo más grande del mundo
En 2006 se descubrió en las Baleares una planta de Posidonia de cerca de 8 km de largo, a la que se le atribuyó una edad de 100 000 años. La planta se sitúa en el interior de una pradera que se extiende unos 700 km² desde la zona de Es Freus (Formentera) hasta la playa de Las Salinas (Ibiza). La identificación de la planta fue posible gracias al uso de marcadores genéticos. El descubrimiento fue fortuito, ya que se estima que dentro de esta pradera viven cien millones de ejemplares de la misma especie. Se cree que esta planta es uno de los organismos vivos más grandes y longevos del mundo.
La notable capacidad de la Posidonia para reproducirse asexualmente mediante rizomas le otorga la habilidad de expandirse de manera eficiente y colonizar nuevas áreas del fondo marino. Este proceso de expansión y colonización contribuye significativamente a su longevidad y estabilidad, permitiéndole formar extensas praderas submarinas que proporcionan un hábitat crucial para numerosas especies marinas. Además, esta capacidad de reproducción asexual asegura que la Posidonia pueda adaptarse y prosperar en diversos entornos marinos, manteniendo su presencia y función ecológica a lo largo del tiempo.
Es de destacar que en el año 1999, las praderas de posidonia que se encuentran entre las islas de Ibiza y Formentera, en la zona conocida como el parque natural de Ses Salines, fueron reconocidas como Patrimonio de la Humanidad por la Unesco bajo la denominación «Ibiza, biodiversidad y cultura». Este reconocimiento subraya la importancia ecológica y cultural de estas praderas submarinas, que son esenciales para la biodiversidad marina y la protección de las costas. (La Posidonia oceanica en Ibiza y Formentera).
Sin embargo, en junio de 2022 se informó que muestras de Posidonia australis tomadas de un prado en bahía Shark en el sur de Australia, de hasta 180 km, eran de un solo clon de la misma planta. Dicha planta cubre un área del lecho marino de alrededor de 200 km cuadrados, lo que la convertiría en la planta más grande del mundo.

## Evolución
Como todas las fanerógamas marinas, P. oceanica evolucionó de angiospermas que vivían en la zona intermareal, en la frontera entre la tierra y el mar, y que por lo tanto eran capaces de soportar breves períodos de inmersión en el agua. Cuando la polinización pasó de anemófila a hidrófila, las plantas abandonaron por completo la tierra firme. Los primeros fósiles de posidonia (P. cretacea) se remontan al Cretácico, hace unos 120 millones de años, mientras que en el Eoceno, hace 30 millones de años, hizo su aparición la P. parisiensis. La crisis salina del Mesiniense, que se produjo hace cerca de seis millones de años en el Mediterráneo, provocó una reducción de la variabilidad genética en la posidonia. Si bien antes existían tanto cepas capaces de vivir en condiciones locales de alta salinidad como cepas capaces de vivir en cuencas de baja salinidad, después de la crisis estas últimas desaparecieron y se seleccionaron solo aquellas capaces de vivir con una salinidad elevada. En el estanque de Marsala, las praderas se encontraban a una zona que podía llegar a unos valores de salinidad del 46-48‰.

## Taxonomía
Linneo, en su "Systema Naturae", describe la especie llamándola Zostera oceanica. En 1813 el estudioso Delile la renombró a Posidonia. El género Posidonia pertenece, según la mayoría de los botánicos, a la familia Posidoniaceae pero hay autores que la clasifican en Potamogetonaceae, otros en Najadaceae y otros incluso en Zosteraceae. Incluso en lo que respecta al orden no hay acuerdo entre los estudiosos. De acuerdo con el sistema de Cronquist, Posidonia pertenece a Najadales, mientras que según el ITIS pertenece al orden Potamogetonales. La clasificación APG mantiene su atribución a Posidoniaceae pero asigna la familia al orden Alismatales y considera sinónimos los dos órdenes citados anteriormente.
El nombre genérico Posidonia deriva del griego Ποσειδών (Poseidón, el dios del mar), mientras que el epíteto específico oceanica hace referencia al hecho de que esta especie tenía una distribución mucho más amplia que la actual.

## Distribución

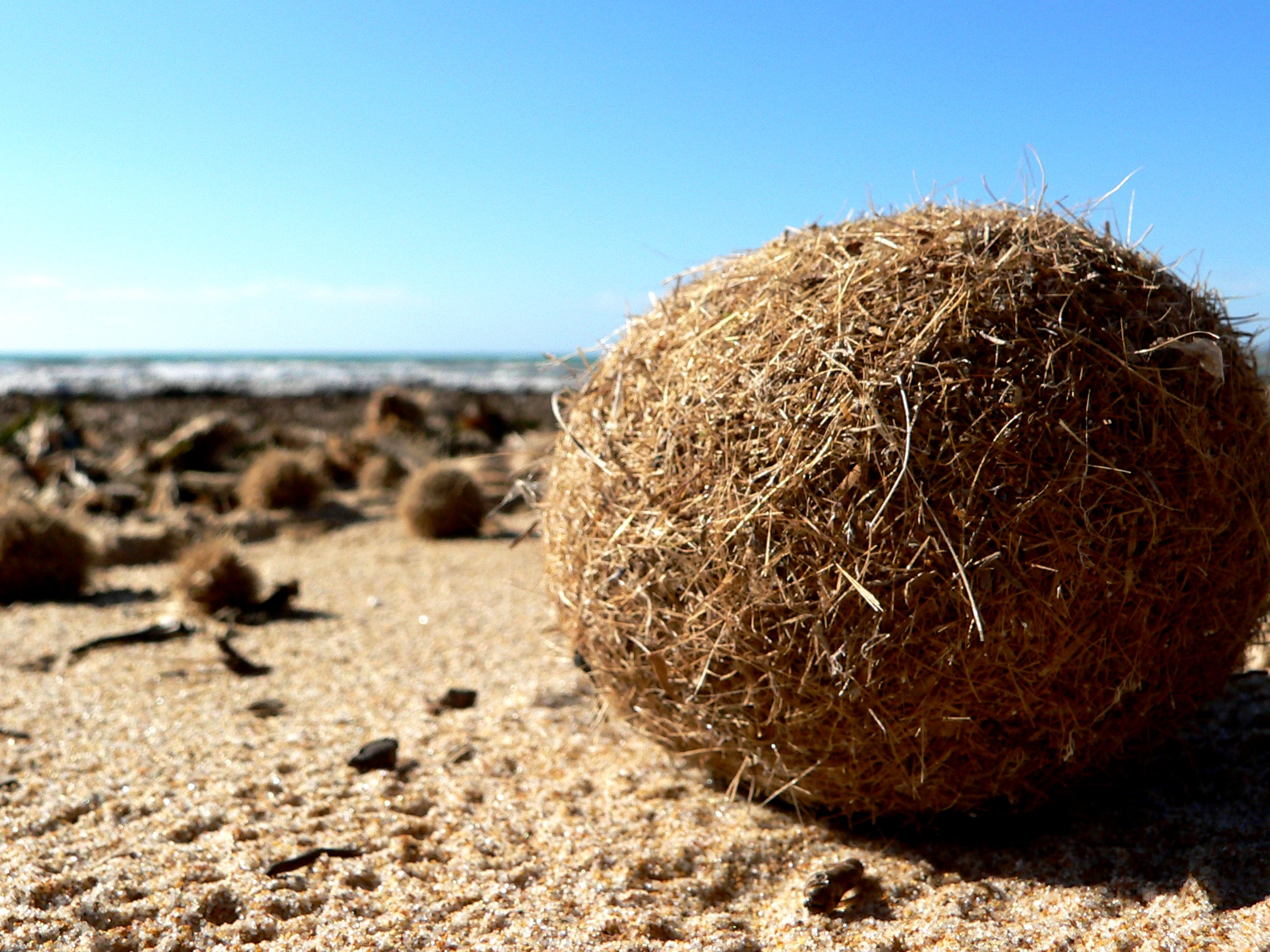
Bolas de fibras en una playa, que indican la presencia de una pradera de Posidonia

Esta especie se encuentra solo en el mar Mediterráneo. Ocupa un área de alrededor del 3 % de la cuenca (lo que corresponde a un área de aproximadamente 38 000 km²), siendo por tanto una especie clave del ecosistema marino costero.
Una señal inequívoca de la existencia de una pradera de Posidonia oceanica es la presencia de masas de hojas en descomposición en la playa, que tienen una gran importancia en la protección de las playas contra la erosión. De acuerdo con la Parte IV del Testo Unico Ambientale de Italia, las hojas de posidonia en las playas son consideradas residuos sólidos y, por tanto, deben eliminarse. Según algunos, este material vegetal podría ser utilizado para el compostaje, pero esto está prohibido por el anexo 1C de la ley italiana 748/84, que prohíbe el uso de "algas y plantas marinas" para la preparación de compost.
En las playas, sobre todo en invierno, también se encuentran "bolas" marrones de fibras de Posidonia formadas por el oleaje.

## Ecología

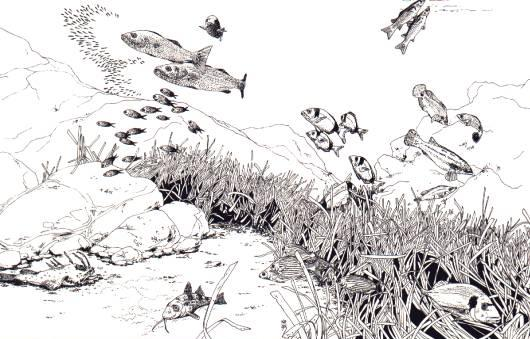
Ilustración del ecosistema

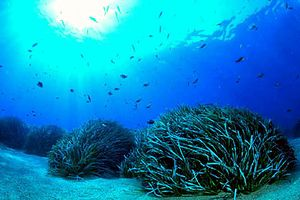
En las zonas de fuerte hidrodinamismo se forman canales en el interior de la pradera llamados "canales intermatas"

Vive entre 1 y 30 m de profundidad, excepcionalmente y solo en aguas muy claras hasta los 40 m, y soporta temperaturas comprendidas entre los 10 y los 28 °C. Es una planta que necesita valores de salinidad relativamente constantes, por lo que difícilmente se encuentra cerca de la desembocadura de los ríos o en las lagunas. Como necesita una fuerte iluminación, la luz constituye uno de los principales factores limitantes. Coloniza los fondos arenosos o detríticos, a los cuales se adhiere a través de los rizomas y sobre los cuales forma grandes praderas, de alta densidad (más de 700 plantas por metro cuadrado). La producción primaria de las hojas de las praderas varía de 68 a 147 g C m–2 año–1, mientras que la producción de los rizomas oscila entre los 8,2 y los 18 g C m–2 año–1. Una pequeña parte de esta producción (del 3 al 10 %) es utilizada por los herbívoros, una parte más considerable pasa a los organismos descomponedores y otro porcentaje se almacena en el interior de las matas en hojas y rizomas.
Las praderas presentan un límite superior y un límite inferior. El primero, el punto en que comienza la pradera partiendo de la costa, es bastante nítido, mientras que el segundo, el punto donde termina, puede ser de tres tipos:
- Límite progresivo o climático: a medida que aumenta la profundidad disminuye la densidad de los fascículos foliares, de manera que la luz se convierte en un factor limitante. Se caracteriza por la presencia de rizomas plagiótropos que finalizan de repente.
- Límite nítido o edáfico: el tipo de sustrato no permite la progresión de los rizomas, pasando por ejemplo de un sustrato arenoso a otro rocoso. Se caracteriza por la ausencia de mata' y la presencia de una alta densidad de fascículos foliares.
- Límite erosivo: está vinculado a un fuerte hidrodinamismo que no permite que la pradera avance.[19] Se caracteriza por una elevada densidad y presencia de matas.
- Límite regresivo: es causado por la contaminación, que hace que las aguas se vuelvan turbias en una determinada zona, impidiendo por tanto que la luz penetre a más profundidad. Solo se encuentran matas muertas.

En áreas resguardadas y de bajo hidrodinamismo, que provoca el aumento de la sedimentación, las matas pueden aumentar hasta crear una barrera llamada arrecife barrera. Entre la barrera y el litoral se puede formar una laguna, que impide el progreso de la pradera hacia la costa. El arrecife barrera desempeña un papel importantísimo en la protección de la línea costera contra la erosión.
En cambio, en las zonas de alto hidrodinamismo los rizomas puede ser arrancados, creando unas formaciones llamadas intermatas, constituidas por los canales de erosión.

### Comunidades asociadas aPosidonia oceanica
Las características propias de la planta Posidonia, su dinámica de crecimiento y la gran cantidad de biomasa producida, son factores que pueden sostener comunidades de plantas y animales muy diversas. Se distinguen: comunidades epifitas (es decir, bacterias, algas y briozoos que colonizan la superficie de las hojas y los rizomas de la planta), comunidades animales vágiles y sésiles y comunidades de organismos detritívoros.

#### Comunidades epifitas

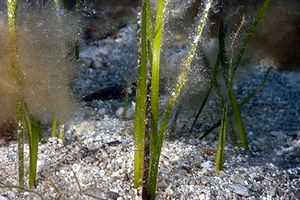
Hojas de P. oceanica muy epifitadas

A lo largo de la hoja se pueden identificar sucesiones y zonaciones que siguen la edad de la misma. Cerca de la base de la hoja y sobre las hojas jóvenes, se implantan diatomeas y bacterias. Sucesivamente, en la parte central se implantan algas rojas y marrones incrustantes, mientras que por encima de las incrustantes y en la zona apical viven algas erectas filamentosas.
Las comunidades epifitas son consumidas por moluscos gasterópodos, crustáceos anfípodos y poliquetos, y desempeñan un papel muy importante en la cadena alimentaria de las praderas de Posidonia, teniendo en cuenta el hecho de que son pocos los organismos que son capaces de nutrirse directamente del tejido vegetal de la planta, poco apetecible para los herbívoros debido al alto porcentaje de carbohidratos estructurales, a los elevados valores de carbono y nitrógeno y a la presencia de compuestos fenólicos. Las epifitas, sin embargo, también pueden dañar a la planta. De hecho, al aumentar cada vez más el peso, pueden provocar la caída prematura de las hojas, disminuyen la luz y también obstaculizan los intercambios gaseosos y la absorción de nutrientes a través de las hojas.

#### Comunidades animales y detritívoras

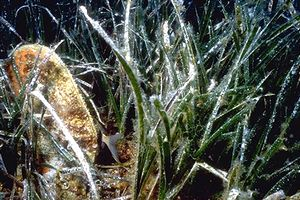
El bivalvo Pinna nobilis (a la izquierda) es un habitante habitual de las praderas de P. oceanica

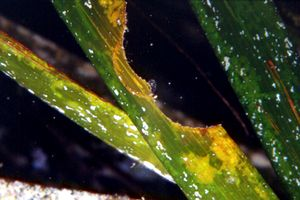
Hoja de P. oceanica "mordida" por un herbívoro, probablemente un pez. Son pocos los animales que se nutren directamente de las hojas de esta planta.

La fauna asociada a las praderas de Posidonia se compone de animales sésiles, que viven adheridos al sustrato de hojas y rizomas, y de animales vágiles, capaces de moverse dentro de la pradera. También están los organismos que viven en el interior de las matas y que son principalmente detritívoros. Estudios realizados por Gambi et al. en 1992 han revelado que aproximadamente el 70 % de la población animal total de la pradera se compone de herbívoros. Entre estos, los más abundantes son los equinodermos, en particular el erizo Paracentrotus lividus, uno de los pocos organismos que pueden alimentarse directamente de las hojas de la planta. Los carnívoros tienen su representación en peces, moluscos, poliquetos y decápodos.
Entre los moluscos, un habitante habitual y casi exclusivo de las praderas es Pinna nobilis, el mayor bivalvo del Mediterráneo y fuertemente amenazado por la pesca de los coleccionistas y la contaminación.
La población de peces se compone de un pequeño número de especies, principalmente lábridos y espáridos, casi todos carnívoros.
Son poco frecuentes los peces de grandes dimensiones y durante el curso del año se registran variaciones de la abundancia específica debido a los reclutamientos y las migraciones. En las praderas superficiales hay una gran abundancia del herbívoro Sarpa salpa, que representa el 40-70 % de la fauna íctica estival.
Los restos de las hojas caídas son colonizados por microorganismos y hongos. Un grupo particular de detritívoros son los poliquetos (Lysidice ninetta, Lysidice collaris y Nematonereis unicornis) y los isópodos (Idotea hectica, Limnoria mazzellae), que para alimentarse y ampliar su propio hábitat excavan galerías dentro de los restos de las bases de las hojas, que permanecen unidas al rizoma durante años.
Las hojas, degradadas por las olas y los microorganismos, una vez llegan a la playa, sirven de refugio y alimento a insectos, anfípodos e isópodos.

### Fitosociología
Desde el punto de vista fitosociológico, P. oceanica representa la especie característica de la asociación Posidonietum oceanicae (Molinier, 1958). Esta asociación es característica de los fondos arenosos y fangosos del plano infralitoral y en su interior se distinguen diferentes agrupaciones dependientes: en los rizomas se encuentra la biocenosis constituida por la asociación Flabellio-Peyssonnelietum squamariae (Molinier, 1958), mientras que en las hojas de la planta se distingue la asociación epifita Myrionemo-Giraudietum sphacelarioidis (Van der Ben, 1971). Esta agrupación no es exclusiva de las praderas de Posidonia, también se encuentra en las hojas de otras angiospermas marinas y en especies del género Cystoseira.

### Importancia del ecosistema
La pradera de posidonia constituye la "comunidad clímax" del Mediterráneo, que representa el máximo nivel de desarrollo y complejidad que un ecosistema puede alcanzar. Se trata, por tanto, de uno de los ecosistemas más importantes del mar Mediterráneo, por lo que ha sido clasificado como "hábitat prioritario" en el anexo I de la Directiva Hábitat (Dir. n º 92/43/CEE), una ley que reúne todos los Lugares de Importancia Comunitaria (LIC) que necesitan ser protegidos.

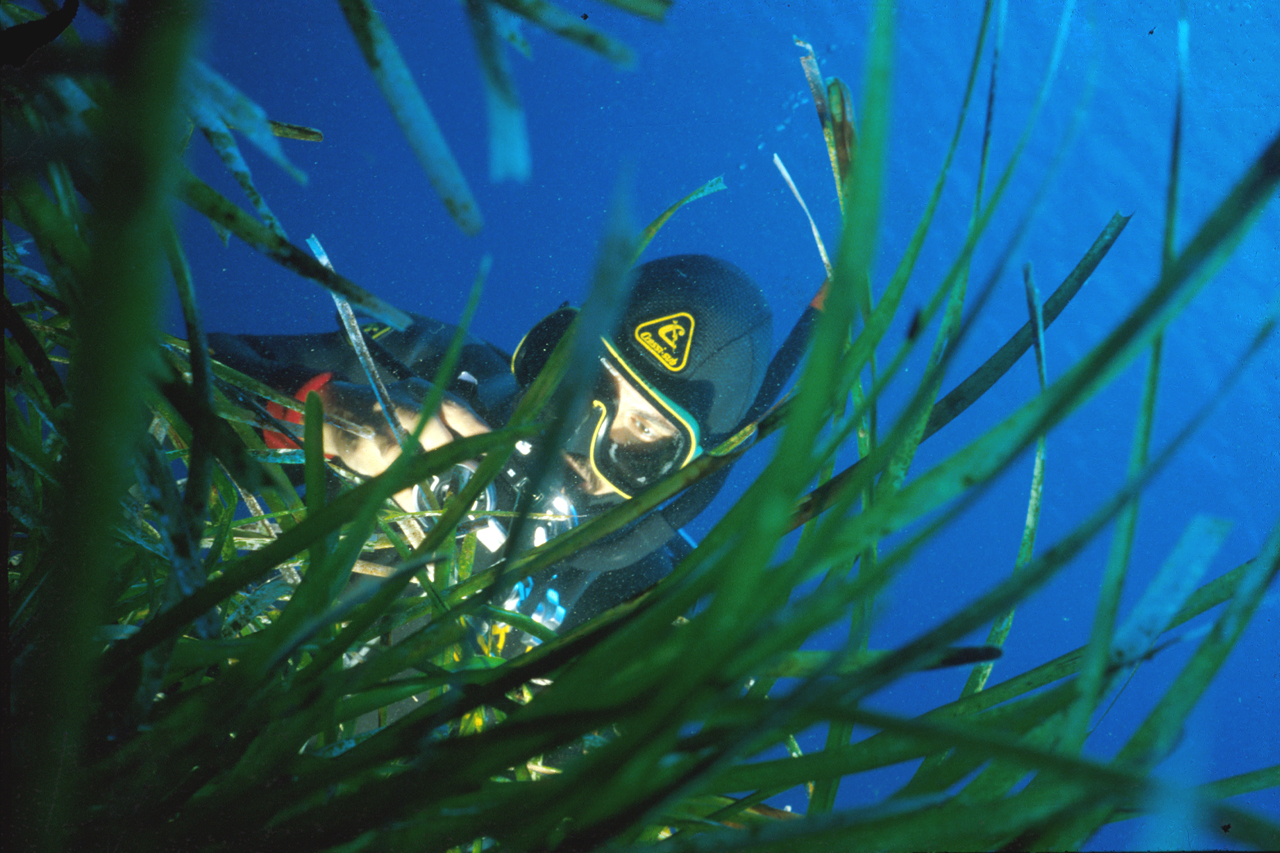
Un buceador entre posidonias

En el ecosistema costero, la posidonia desempeña un papel fundamental por varias razones:
- gracias a su desarrollo foliar libera al ambiente hasta 20 litros de oxígeno por día y por m² de pradera;[27]
- produce y exporta biomasa tanto en los ecosistemas vecinos como en profundidad;
- proporciona refugio y es zona de reproducción para muchos peces, cefalópodos, bivalvos, gasterópodos, equinodermos y tunicados;
- consolida los fondos de las costas y ayuda a contrarrestar un excesivo transporte de sedimentos debido a las corrientes costeras;
- actúa como barrera, atenuando la fuerza de las corrientes y las olas[28]  y previniendo por tanto la erosión costera;
- la amortiguación del oleaje llevada a cabo por el estrato de hojas muertas en las playas las protege de la erosión, especialmente durante el período de tormentas invernales.

En todo el Mediterráneo las praderas de posidonia están en regresión, un fenómeno que ha ido aumentando en los últimos años con el incremento de la presión antrópica sobre el litoral.
La desaparición de las praderas tiene efectos negativos no solo en el ecosistema de la posidonia sino también en otros ecosistemas, basta pensar que la pérdida de un solo metro lineal de pradera puede conducir a la desaparición de varios metros de playa, debido a los fenómenos erosivos. Además, la regresión de las praderas comporta una pérdida de biodiversidad y un deterioro de la calidad del agua.

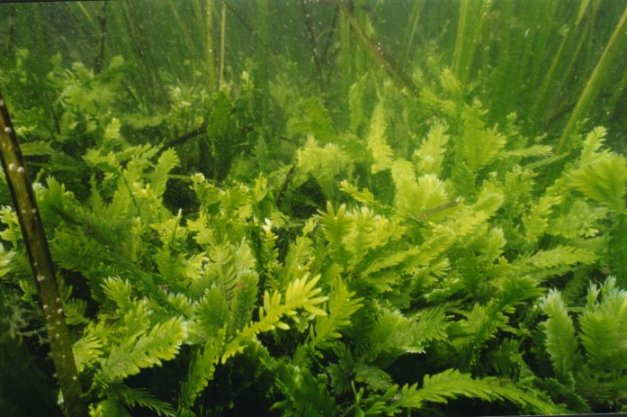
Caulerpa taxifolia es un alga alóctona que en algunas zonas del Mediterráneo está suplantando a P. oceanica.

Las causas de esta regresión se pueden encontrar en:
- contaminación: la posidonia es muy sensible a los agentes contaminantes;
- pesca de arrastre;[30]
- práctica de deportes náuticos (daños debidos a las anclas, derrames de hidrocarburos, detergentes, pinturas, residuos sólidos, etc.);[31]
- construcción de obras costeras, que implican la instalación de desagües que liberan las aguas residuales al mar, aumentando la turbidez del agua y dificultando la fotosíntesis;[32]
- construcción de diques y otras barreras que modifican la tasa de sedimentación en el mar;[33]
- eutrofización de las aguas costeras, que causa un crecimiento anormal de algas epifitas, obstaculizando así la fotosíntesis.[34]

Recientemente, las praderas también se ven amenazadas por la competencia de dos algas tropicales liberadas accidentalmente en el Mediterráneo, Caulerpa taxifolia y Caulerpa racemosa. Ambas especies tienen un crecimiento rápido y están suplantando poco a poco a la posidonia.

## Posidonia oceanicacomo bioindicador
Posidonia se viene utilizando desde hace unos veinte años como indicador biológico. De hecho, la planta presenta todas las características propias de un buen bioindicador:
- es una especie bentónica;
- presenta un largo ciclo de vida;

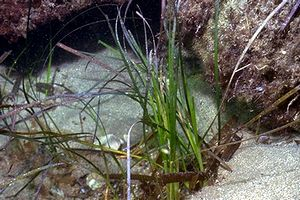
Mata aislada de Posidonia oceanica. El análisis de la densidad de las matas es uno de los métodos de estudio de las praderas.

- está ampliamente extendida por todo el Mediterráneo;
- tiene una gran capacidad de concentración de sustancias contaminantes en sus tejidos;
- es muy sensible a los cambios ambientales.

Por tanto, a través del estudio de las praderas es posible conocer con bastante fiabilidad la calidad ambiental de las aguas marinas costeras.
Por lo general, los métodos de estudio de las praderas de Posidonia son cuatro:
- análisis y seguimiento del límite inferior;
- análisis de la densidad de las praderas;
- análisis fenológico;
- análisis lepidocronológico.

### Análisis del límite inferior
Existe una estrecha relación entre la profundidad del límite inferior y la transparencia del agua. Sobre esta base, se ha propuesto una tabla que relaciona las dos variables (Tabla 1) y que puede aplicarse a todo tipo de límite inferior, salvo el erosivo en tanto que condicionado por el hidrodinamismo del fondo.
| Profundidad del límite inferior (m) | Transparencia del agua |
| ----------------------------------- | ---------------------- |
| de 0 a -15                          | Baja transparencia     |
| de -15 a -25                        | Poca transparencia     |
| de -25 a -35                        | Transparencia          |
| inferior a -35                      | Transparencia elevada  |

### Densidad de los fascículos foliares
Por lo que respecta a la densidad, depende de la profundidad a la que se encuentra la pradera, de la intensidad luminosa y del tipo de sustrato. Según la densidad de los fascículos foliares, medida en n.º de matas/m², las praderas se dividen en 5 clases (Tabla 2).
| Clase | Densidad de las matas | Estimación de densidad |
| ----- | --------------------- | ---------------------- |
| I     | más de 700 matas/m²   | Pradera muy densa      |
| II    | de 400 a 700 matas/m² | Pradera densa          |
| III   | de 300 a 400 matas/m² | Pradera poco densa     |
| IV    | de 150 a 300 matas/m² | Pradera muy poco densa |
| V     | de 50 a 150 matas/m²  | Semipradera            |

Pergent en 1995 y Pergent-Martini en 1996 propusieron otra clasificación que relaciona la densidad de matas con la profundidad, encontrando así 4 clases de densidad. Por tanto, es posible identificar tres tipos de praderas:
- praderas en equilibrio: la densidad es normal o excepcional;
- praderas alteradas: la densidad es baja;
- praderas muy alteradas: la densidad es anormal.

También en este caso se realizó una tabla (tab. 3).
| Profundidad (m) | Pradera muy alterada        | Pradera alterada         | Pradera en equilibrio      | Pradera en equilibrio           |
|                 | Densidad anormal (matas/m²) | Densidad baja (matas/m²) | Densidad normal (matas/m²) | Densidad excepcional (matas/m²) |
| --------------- | --------------------------- | ------------------------ | -------------------------- | ------------------------------- |
| 20              | Menos de 61                 | Entre 61 y 173           | Entre 173 y 397            | Más de 397                      |
| 21              | Menos de 48                 | Entre 48 y 160           | Entre 160 y 384            | Más de 384                      |
| 22              | Menos de 37                 | Entre 37 y 149           | Entre 149 y 373            | Más de 373                      |
| 23              | Menos de 25                 | Entre 25 y 137           | Entre 137 y 361            | Más de 361                      |
| 24              | Menos de 14                 | Entre 14 y 126           | Entre 126 y 350            | Más de 350                      |
| 25              | Menos de 4                  | Entre 4 y 116            | Entre 116 y 340            | Más de 340                      |
| 26              |                             | Menos de 106             | Entre 106 y 330            | Más de 330                      |
| 27              |                             | Menos de 96              | Entre 96 y 320             | Más de 320                      |
| 28              |                             | Menos de 87              | Entre 87 y 311             | Más de 311                      |
| 29              |                             | Menos de 78              | Entre 78 y 302             | Más de 302                      |
| 30              |                             | Menos de 70              | Entre 70 y 294             | Más de 294                      |

### Análisis fenológicos
Los análisis fenológicos permiten estudiar diferentes parámetros útiles para describir el estado de salud de las plantas:
- número medio de hojas por edad (adultas, intermedias, jóvenes), por fascículo foliar;
- longitud y anchura media de las hojas por edad y fascículo foliar;
- porcentaje de tejido marrón: representa el % de hojas adultas que presentan tejido no fotosintetizante;
- índice LAI (Leaf Area Index): mide la superficie foliar por m² de pradera;
- coeficiente "A": porcentaje de hojas que han perdido el ápice.

### Análisis lepidocronológicos
El análisis lepidocronológico consiste en el estudio de los ciclos de vida de las hojas de P. oceanica, que en el momento de su separación, una vez muertas, dejan sobre el rizoma de la planta la parte basal. Estos residuos, que con el tiempo pasan a convertirse en astillas, tienen grosores variables con tendencias cíclicas anuales, útiles para el estudio de las variables ambientales. Sus objetivos pueden resumirse como sigue:
- estimar la biomasa producida al año, tanto en términos de alargamiento de los rizomas, como en producción de hojas;
- estimar la producción de flores y, por tanto, estimar información sobre el número de fenómenos de reproducción sexual producidos a lo largo de los años;
- medir la concentración de metales pesados en los tejidos de la planta.

## Usos
En el pasado, las hojas se utilizaban como aislante en la construcción de techos, como cama para el ganado o para embalar materiales frágiles, de hecho se la llama "alga de vidrieros". En farmacología las hojas se usan para tratar la inflamación y la irritación. En algunas zonas del Mediterráneo aún se usan las hojas para la alimentación del ganado. Actualmente se está analizando la posibilidad de utilizarla para la producción de biogás.

## Iniciativas para su conservación

### Patrimonio de la humanidad
En 1999 las praderas de posidonia existentes entre las islas de Ibiza y Formentera, en la zona llamada parque natural de las Salinas fueron declaradas Patrimonio de la Humanidad por la Unesco dentro de la denominación «Ibiza, biodiversidad y cultura».

### Apps para visualizar y proteger las praderas de posidonia
Desde 2021 existen varias apps para teléfonos móviles que tienen por objetivo la protección de las praderas de posidonia. Estas apps indican al usuario la situación cartográfica de las praderas de posidonia para que las embarcaciones de recreo puedan evitar fondear sobre ella, así como ofrecen otras recomendaciones para el fondeo. Una de las apps es Posidonia App creada por el Gobierno de las Islas Baleares. Esta, además de indicar donde se puede fondear o no, permite resolver dudas sobre la posidonia, dar aviso de posibles daños en las praderas y mandar propuestas e ideas. Esta iniciativa está ligada al "Teléfono Posidonia", específico sólo para atender las llamadas sobre esta planta. También la Generalidad de Cataluña ha creado una app para la protección de esta fanerógama clave en la costa catalana: App FanCat en la forma de una capa descargable desde la aplicación Carry Map. Estas iniciativas tienen por objetivo involucrar a la ciudadanía en la protección de las praderas de posidonia e implicar al sector de la navegación en su conservación.